# Květoslava Čelišová
Květoslava Čelišová (* 11. dubna 1946) je česká politička, v 90. letech 20. století a počátkem 21. století poslankyně České národní rady a Poslanecké sněmovny za KSČM.

## Biografie
Vystudovala Pedagogickou fakultu J. E. Purkyně, později v roce 1990 získala titul PaeDr. na Karlově univerzitě. Od roku 1964 pracovala přes pětadvacet let ve školství v různých funkcích.
V letech 1978–⁠2002 byla ústeckou zastupitelkou.
Od roku 1986 do roku 1989 vykonávala funkci místopředsedkyně Obvodního národního výboru v Ústí nad Labem-Severní terasa.
Ve volbách v roce 1990 byla zvolena za KSČS (federální komunistická strana), respektive za její organizaci v českých zemích KSČM, do České národní rady. Mandát obhájila ve volbách v roce 1992, nyní za koalici Levý blok, kterou tvořila KSČM a menší levicové skupiny (volební obvod Severočeský kraj). Zasedala ve výboru pro vědu, vzdělání, kulturu, mládež a tělovýchovu.
Od vzniku samostatné České republiky v lednu 1993 byla ČNR transformována na Poslaneckou sněmovnu Parlamentu České republiky. Květoslava Čelišová v roce 1994 přešla do samostatného poslaneckého klubu KSČM (poté, co se klub Levého bloku rozpadl na několik samostatných frakcí). V letech 1994-1996 byla místopředsedkyní poslaneckého klubu KSČM. Mandát za KSČM obhájila ve volbách v roce 1996, volbách v roce 1998 a volbách v roce 2002.
Čelišová se během své politické kariéry zasazovala o zlepšení postavení žen, a to jak v jejich profesním, tak v rodinném životě. Už v 90. letech spolupracovala s nevládními feministickými organizacemi, např. Gender Studies, o.p.s., a ROSA. V roce 2003 byla na její popud zřízena Stálá komise pro rodinu a rovné příležitosti. V názvu komise mělo původně figurovat i slovo „žena“, nicméně poslanci navrhli ženu vypustit z názvu.
Po odchodu z poslanecké sněmovny se roku 2006 uvádí jako členka dozorčí rady VZP.
Podporovala aktivity Klubu českého pohraničí. Angažuje se i v komunální politice. V komunálních volbách roku 1994 byla zvolena do zastupitelstva města Ústí nad Labem za KSČM. V roce 1995 ovšem oznámila záměr na mandát rezignovat poté, co se velká část místní organizace KSČM vyslovila pro vstup do ultralevicové Komunistické strany Československa Miroslava Štěpána, s čímž ona sama nesouhlasila. I nadále pak ale v zastupitelstvu setrvala. Zastupitelkou se stala i po komunálních volbách roku 1998. V následném volebním období v zastupitelstvu nezasedala a opětovně se do něj vrátila v komunálních volbách roku 2006, znovu zvolena v komunálních volbách roku 2010 a v komunálních volbách roku 2014. V komunálních volbách roku 2018 již nekandidovala.
Její nevlastní dcera Gabriela Hubáčková je byla v letech 2010-2017 poslankyní Poslanecké sněmovny Parlamentu České republiky za KSČM.

## Názory
V rozhovoru s Miluš Kotišovou (2006) zdůrazňovala dvojí metr v politice, kterým se ženy hodnotí mnohem přísněji než muži: „Jsem přesvědčená o tom, že ženy mají v politice obecně daleko tvrdší podmínky než muži. Žena, která se chce prosadit, musí odvést daleko větší výkony, aby upozornila, že také něco umí, že do něčeho může hovořit.“
Ve stejném rozhovoru komentovala i antikomunismus (nejen) u politiků ODS takto: „Dneska je i v ODS hrozně moc členů strany, ten antikomunismus vychází a je živen lidmi, kteří byli v komunistické straně. To mne zlobí. Chápu to od lidí, kterým bylo ukřivděno a prošli nějakými pracovními tábory nebo byli popraveni jejich příbuzní a blízcí. Tam vnímám antikomunismus jako přirozený a chápu ho. Ale u těchto dalších lidí to vidím jako zametání stop, nedovedu to jinak pojmenovat. Připadá mi, že je antikomunismus vyvoláván jakoby na objednávku, on už dneska nemá takové opodstatnění.“